# Église des Minorites de Catane
L'église des Minorites ou église de San Michele Arcangelo est une église située sur la Via Etnea à Catane.
L'église et le monastère adjacent ont été construits au XVIIIe siècle. La façade de l'église a deux ordres de colonnes de style sicilien baroque, ainsi que le couvent contigu désormais utilisé comme siège de la préfecture.
L'intérieur dispose d'un dôme élevé à l'intersection des croisées. À l'intérieur, on peut admirer quelques œuvres de valeur, deux autels représentant la mort de saint Joseph et sainte Agathe par le peintre Marcello Leopardi (1750 - 1795), dont les esquisses sont conservées au musée civique du château d'Ursino. On y trouve également une table recouverte d'argent en relief représentant l'archange Michel au XVIe siècle, un crucifix en marbre d'Agostino Penna et une Annonciation de Guglielmo Borremans. 

## Sources
- (it) Cet article est partiellement ou en totalité issu de l’article de Wikipédia en italien intitulé « Chiesa dei Minoriti (Catania) » (voir la liste des auteurs).